# ای‌بی‌سی نیوز
ای‌بی‌سی نیوز (به انگلیسی: ABC News) بخش تهیه و پخش خبری است که زیرمجموعه شرکت پخش رسانه‌ای ABC می‌باشد و مالک آن شرکت والت دیزنی است.